# Хуан Соріано

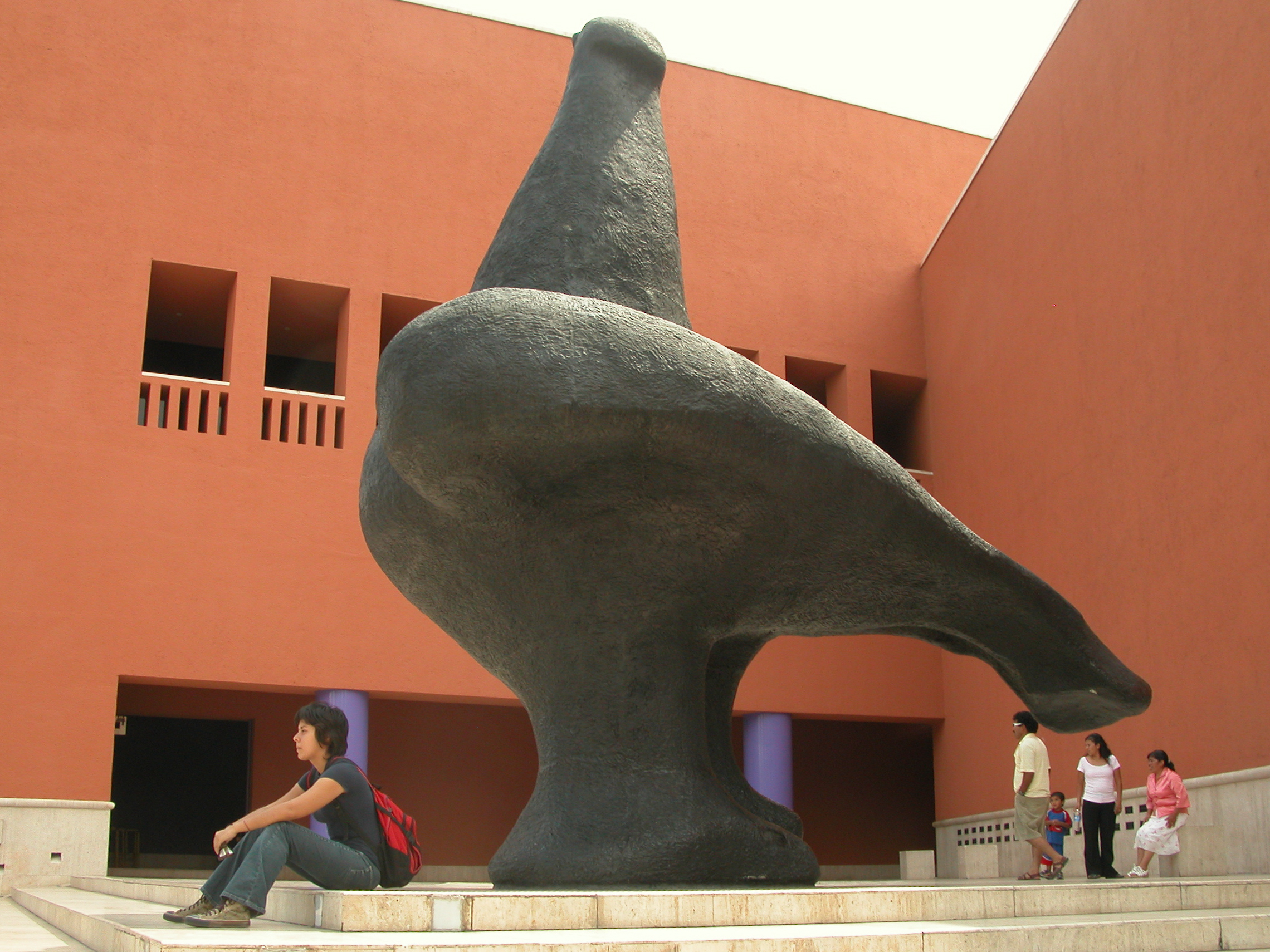
Хуан Соріано. Голубка. Музей сучасного мистецтва, Монтеррей, 1990

Хуан Соріано (ісп. Juan Soriano; нар. 8 серпня 1920, Гвадалахара, Мексика — 10 лютого 2006, Мехіко, Мексика) — мексиканський художник і скульптор.

## Біографія
Дуже рано проявив художні здібності (за що був прозваний Моцартом живопису), в 13 років вперше брав участь у колективній виставці. З 1935 навчався живопису в Мехіко у майстрів-монументалістів. Увійшов в Лігу революційних письменників і художників, подружився з Октавіо Пасом, Руфіно Тамайо, Долорес дель Ріо, Марією Фелікс, Гуадалупе Марін, Єлена Гарро, Леонорою Керрінгтон, Марією Самбрано, Хав'єр Вільяуррутія, Карлосом Пельісером, Фрідою Кало, Хуаном Хосе Арреолою та ін. З початку 1950-х подорожував по Європі, в 1956–1957 жив в Римі, з 1974 — в Парижі, де подружився з Антоніо Саура, Хуліо Кортасаром, Міланом Кундерою. Виступав як сценограф.

## Визнання
Протягом життя його роботи були представлені на 168 персональних виставках. Йому було вручено Національну премію Мексики за науку і мистецтво (1987), французький Орден Почесного легіону, Орден «За заслуги перед Польщею», премія Веласкеса (Іспанія), Орден Ізабелли Католицької (посмертно) і багато інших нагород.

## Музей Хуана Соріано
Музей Museo Morelense de Arte Contemporáneo [Архівовано 14 серпня 2020 у Wayback Machine.] (MMAC) Хуана Соріано був відкритий 8 червня 2018 року в мексиканському місті Куернавака. MMAC став найбільшим виставковим простором в штаті Морелос. Площі музею включають в себе бібліотеку, сад скульптур і майстерні для громадських програм. Тут зберігається 1200 робіт Соріано, в тому числі скульптури, картини, малюнки та фотографії.